# East Lancashire Coachbuilders
East Lancashire Coachbuilders Ltd. – brytyjskie przedsiębiorstwo branży motoryzacyjnej zajmujące się produkcją nadwozi autobusów sprzedawanych pod marką East Lancs. Przedsiębiorstwo zostało założone w 1934 roku. W 2007 roku spółka zbankrutowała i została zakupiona przez przedsiębiorstwo Darwen Group, a od 2008 roku jest częścią grupy Optare. Siedziba przedsiębiorstwa mieści się w Blackburn.